# Torrellas
Torrellas – gmina w Hiszpanii, w prowincji Saragossa, w Aragonii, o powierzchni 2,53 km². W 2011 roku gmina liczyła 290 mieszkańców.